# Martina Georgieva
Pour les articles homonymes, voir Georgieva.
Martina Georgieva est une joueuse bulgare de volley-ball née le 7 mars 1985. Elle mesure 1,84 m et joue réceptionneuse-attaquante.

## Clubs
| Club                  | Pays      | De        | À         |
| --------------------- | --------- | --------- | --------- |
| Spartak'96 Pleven     | Bulgarie  |           | 2004-2005 |
| Rote Raben Vilsbiburg | Allemagne | 2005-2006 | 2005-2006 |
| ASPTT Mulhouse        | France    | 2006-2007 | …         |

## Palmarès
- Championnat de France
  - Finaliste : 2007, 2008, 2009

- Coupe de France
  - Finaliste : 2009